# ۷۳۹ (میلادی)
۷۳۹ (میلادی) هفتصد و سی و نهمین سال تقویم میلادی است.

## درگذشتگان
‎